# Muzieknoot

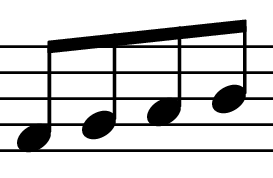
Vier aan elkaar geschreven (met een waardestreep verbonden) achtste noten

Een muzieknoot (of kortweg noot) is een teken (Latijn: nota) om de tonen in de muziek naar hun tijdsvolgorde en -duur te noteren of te benoemen. De vorm van de noot bepaalt de relatieve duur van de toon en de plaats van de nootkop op de notenbalk bepaalt, samen met de sleutel, de voortekening en de eventuele alteraties, de te spelen stamtoon of afgeleide daarvan. De precieze toonhoogte hangt dan nog af van de gebruikte stemming.

## Opbouw van een noot

Een muzieknoot bestaande uit een vlag (1), stok (2) en kop (3)

Een noot bestaat altijd uit ten minste een kop, ook nootkop, bolletje of bal genoemd. De kop is open (wit) of dicht (zwart) en de noot kan een stok en een vlag hebben. Hiermee wordt de speelduur aangeduid.
De stok kan naar boven (rechts van de kop) en naar beneden (links van de kop) gericht zijn. Dit onderscheid heeft meestal geen betekenis.
Bij elke nootlengte zijn ook in lengte corresponderende rustsymbolen in gebruik:
| Lengte                    | Notatie Noot | Notatie Rust                        | Omschrijving noot                                                     |
| ------------------------- | ------------ | ----------------------------------- | --------------------------------------------------------------------- |
| hele noot/rust            |              | A whole/semibreve rest              | De hele noot heeft een omrande witte (open) bal en geen stok of vlag. |
| halve noot/rust           |              | A half/minim rest                   | De halve noot heeft een omrande witte (open) bal en een stok.         |
| kwartnoot/-rust           |              | A quarter/crotchet rest             | De kwartnoot heeft een gesloten bal en een stok zonder vlag.          |
| achtste noot/rust         |              | An eighth/quaver rest               | De achtste noot heeft een vlag.                                       |
| zestiende noot/rust       |              | An sixteenth/semiquaver rest        | De zestiende heeft twee vlaggen.                                      |
| tweeëndertigste noot/rust |              | A thirty-second/demisemiquaver rest | De tweeëndertigste heeft drie vlaggen, etc.                           |

Als meer noten van een achtste of korter achtereen worden geschreven worden de noten vaak gegroepeerd door de vlaggen te vervangen door een waardestreep. Hierbij geldt in het algemeen dat de eerste noot in een door een waardestrepen verbonden groep het accent krijgt (beklemtoond is).
In zangmuziek geldt een aparte regel: men onderscheidt syllabische zangmuziek waarbij iedere lettergreep één toon heeft, en melismatische zangmuziek, waarbij een lettergreep uit meerdere tonen kan bestaan. In melismatische zang wordt meestal met waardestrepen per lettergreep genoteerd, in syllabische krijgt elke lettergreep een vlag. 
Een noot, waarvan de duur met de helft verlengd is door het achterplaatsen van een punt, wordt een gepunteerde noot genoemd. Puntering kan ook bij rusten plaatsvinden. 

### Nootwaarde
De langste notenduur die in onze tijd in het algemeen gebruikt wordt is de hele noot. Vaak wordt daar een waarde van vier tellen aan toegekend als de teleenheid de kwartnoot is. In vroeger eeuwen hebben nog langere notenwaarden dan de hele noot bestaan. Een oude naam voor de hele noot is de semibrevis. Dat betekent half kort en die naam geeft al aan dat dat naar verhouding geen lange noot was. Inderdaad kende men
ook de brevis (een rechthoekige noot) en twee nog langere eenheden: de longa en de maxima.
In tegenstelling tot het huidige systeem waarbij er altijd twee kleinere eenheden in een grotere passen, kon de brevis ook uit drie semibreves bestaan en de longa uit drie breves. Dit werd aangegeven door een cirkel of een halve cirkel te plaatsen aan het begin van het stuk. In later tijden (na de renaissance) is dit ingewikkelde systeem echter geheel verlaten: het werd vervangen door maatsoorten aan het begin van een stuk te noteren in de vorm van bijvoorbeeld 4/4 of 3/8 of 2/2.

## Afwijkingen
Voor educatieve doeleinden of in sommige moderne notatiewijzen komen uitzonderingen voor:
- Bij notatie van louter het melos wordt enkel van de gesloten bal gebruikgemaakt zonder stok of vlag.
- Voor speciale klankeffecten (voornamelijk bij drumpartijen) wordt in plaats van de bal ook van andere figuren gebruikgemaakt, zoals een ruit, kruisje, driehoekje, of andere vorm. Deze kunnen verder met gebruikelijke stokken en vlaggen of waardestrepen optreden.
- Bij moderne notatie van een snelle geïmproviseerde passage komt het voor dat er geen ballen genoteerd staan, maar enkel stokken en/of vlaggen en/of waardestrepen. De uitvoerende is dan doorgaans vrij om te bepalen welke tonen hij gebruikt, tenzij de componist specifieke extra informatie geeft
- De notatie van clusters is soms de bal vervangen door een verticaal blokje dat de toonhoogte van de groep noten weergeeft.
- Soms worden groepjes noten met diagonale stokken verbonden, bijvoorbeeld wanneer de notatie anders te onoverzichtelijk wordt omdat de ballen te dicht op elkaar staan (wanneer men bijvoorbeeld een groepje bestaande uit de noten as en a wil noteren.)
- De stok kan soms aan de andere kant van het bolletje terechtkomen, dit treedt vaak op bij notatie van secundes, waar de bolletjes dicht op elkaar komen. Om te voorkomen dat twee bolletjes overlappend genoteerd worden, verhuist dan één bolletje naar de andere kant van de stok.

## De richting van de stok
Stokken omhoog worden aan de rechterzijde van de kop geplaatst, en stokken omlaag aan de linkerzijde. Vlaggen worden altijd aan de rechterzijde van de stok geplaatst.
Er zijn vuistregels die de richting van de stok bepalen (een uitgever kiest de richting meestal zo dat de leesbaarheid optimaal is):
- Noten die onder de middelste lijn van de notenbalk genoteerd staan hebben de stok omhoog.
- Noten die boven de middelste lijn van de notenbalk genoteerd staan hebben de stok omlaag.
- Bij noten op de middelste lijn kan de stok zowel omlaag als omhoog wijzen.

Uitzonderingen:
- In meerstemmige muziek worden doorgaans de stokken van de bovenstem alle omhoog genoteerd en van de onderstem omlaag.
- Noten die door een waardestreep verboden zijn, hebben alle de stok in dezelfde richting. De waardestreep is recht (dus de stokken zijn niet even lang). Meestal is de waardestreep niet horizontaal, maar stijgend of dalend zodat de waardestreep een stijgende of dalende tendens laat zien.

## Metrum
De noten op een balk worden meestal ingedeeld in maten, die gescheiden worden door maatstrepen. Oorspronkelijk hadden deze maten een metrische betekenis, dat wil zeggen dat er sprake was van een steeds herhalend patroon van klemtonen, bijvoorbeeld zwaar-licht-licht voor een driekwartsmaat. Bij dansmuziek zoals bij een wals is dat nog goed te horen. Na de barok werd de maatstreep vooral een middel om de communicatie tussen de dirigent en de musici te vergemakkelijken. De maten worden in het algemeen genummerd, zodat de dirigent kan zeggen: we beginnen op de tweede tel van de zesde maat. Meestal wordt de kwartnoot als teleenheid gebruikt, maar in oudere muziek kan dat ook de halve en in nieuwere muziek de achtste noot zijn. In de loop der eeuwen heeft er een traag proces van inflatie plaatsgevonden, waarbij men steeds in kleinere eenheden is gaan tellen.
Iedere notenwaarde kent een overeenkomstig rustteken van dezelfde duur.

## Toonhoogte
De plaats van een noot op de notenbalk bepaalt, samen met de sleutel en eventuele voortekens, de toon die gespeeld moet worden. Die toon is een van de stamtonen of daarvan afgeleide tonen. De stemming en de stemtoon bepalen nog de precieze toonhoogte.,

## Noot en toon
Hoewel noot formeel slechts een teken is voor het noteren van muziek, is het tamelijk gebruikelijk om met noot ook de naam van een toon aan te duiden. Dit gebruik is ontstaan in de muziekpraktijk. Doordat muziek veel van blad gespeeld wordt, ligt het voor de hand een noot aan te wijzen en te zeggen: "Speel die noot nog eens" of "Wat is dat voor een noot?" in plaats van over toon te spreken. In deze context worden de stamtonen en de daarvan afgeleide tonen ook als noten aangeduid, met dezelfde naamgeving.